# کنده میرشیخی
کنده میرشیخی یا احمدآباد روستایی در دهستان جون‌آباد بخش لادیز شهرستان میرجاوه استان سیستان و بلوچستان ایران است.

## جمعیت
بر پایه سرشماری عمومی نفوس و مسکن در سال ۱۳۹۵ جمعیت این مکان ۴۱ نفر (۲۱خانوار) بوده‌است.